# Mielichhoferia lahulensis
Mielichhoferia lahulensis är en bladmossart som beskrevs av Robert Statham Williams 1932. Mielichhoferia lahulensis ingår i släktet kismossor, och familjen Bryaceae. Inga underarter finns listade i Catalogue of Life.